# Х. Х. Холмс: Первый американский серийный убийца
«Х. Х. Холмс: Первый американский серийный убийца» — американский документальный фильм в жанре true crime о жизни Х. Х. Холмса, серийного убийцы, одного из первых подобных преступников в США. Фильм переводился на русский язык.

## Сюжет
Фильм реконструирует жизнь и кровавые деяния Х. Х. Холмса, жестокого серийного убийцы, который заманивал людей в свой замок, а потом убивал их с особым садизмом. В фильме указываются официальные документы и фотографии из уголовного дела Холмса.

### Награды
- Screamfest Horror Film Festival — 2004 — Best Horror Documentary[1]
- Midwest Independent Film Festival — 2003 Best Director, John Borowski for H. H. Holmes: America’s First Serial Killer[2]

### Рецензии
- Film Threat: Review
- eFilmCritic.com: Review by Scott Weinberg